# Fecaal-orale besmetting
Een fecaal-orale besmetting, ook fecaal-orale overdracht of fecaal-orale transmissie genoemd, is een besmetting door indirecte of directe inname van ontlasting (feces) via de mond. Fecaal-oraal wordt ook wel gespeld als faecaal-oraal, feco-oraal of faeco-oraal.
Fecaal-orale besmetting is een belangrijke besmettingsweg voor infectieziekten, met name van het maag-darmkanaal. 

## Wijze van besmetting
Besmetting kan direct plaatsvinden door contact van de mond met ontlasting, bijvoorbeeld door ontlasting op de handen na toiletbezoek of bij (oro-anale) seks. Deze ontlasting kan zodanig weinig zijn dat het moeilijk of niet te zien is. Indirect kan de besmetting ook optreden door voedsel of drinkwater dat verontreinigd is met ontlasting.
Deze soort besmetting kan voorkomen worden met goede hand- en voedselhygiëne.

## Ziekten door fecaal-orale besmetting
Ziekten die op deze wijze kunnen worden overgedragen zijn bijvoorbeeld hepatitis A, cholera, buiktyfus, paratyfus, polio, rotavirus, norovirus, aarsmaden, amoebiasis en giardiasis.